# فوجیمیتسو
فوجیمیتسو (انگلیسی: Fujimitsu) شرکت صنایع غذایی ژاپنی است، که در سال ۱۸۸۷ تأسیس شد.